# Shunsuke Ueda
Shunsuke Ueda (japanisch 植田 峻佑 Ueda Shunsuke; * 4. April 1988 in Chiba) ist ein japanischer Fußballspieler.

## Karriere
Ueda erlernte das Fußballspielen in der Schulmannschaft der Yachiyo High School und der Universitätsmannschaft der International Pacific University. Seinen ersten Vertrag unterschrieb er 2011 beim Fukushima United FC. Der Verein spielte in der damaligen dritten japanischen Liga, der Japan Football League. 2011 wechselte er zu Volca Kagoshima (heute: Kagoshima United FC). Am Ende der Saison 2013 stieg der Verein in die Japan Football League auf. Am Ende der Saison 2015 stieg der Verein in die J3 League auf. 2018 wechselte er zu Saurcos Fukui (heute: Fukui United FC). 2020 wechselte er zu Tegevajaro Miyazaki. Als Tabellenzweiter stieg er mit dem Verein aus Miyazaki Ende 2020 in die dritte Liga auf. Nach insgesamt 64 Ligaspielen wechselte er im Januar 2025 nach Imabari zum Zweitligaaufsteiger FC Imabari.